# Albert Sala
Albert Sala (Terrassa, 15 de julho de 1981) é um jogador de hóquei sobre a grama espanhol que já atuou pela seleção de seu país.

## Olimpíadas de 2008
Albert Sala conquistou uma medalha de prata nas Olimpíadas de Pequim de 2008. A Espanha terminou a fase inicial do torneio olímpico em primeiro lugar do seu grupo. Na semifinal os espanhóis derrotaram a Austrália com o placar de 3 a 2. Mas na grande final, disputada em 23 de agosto de 2008, Albert e seus companheiros de equipe foram derrotados pela Alemanha por 1 a 0, ficando assim com a prata.